# Kewtsang Rinpoche
Kewtsang Rinpoche (también Keutsang Rinpoche y Keutsang Rimpoché) es un lama tulku asociado al monasterio Kewtsang o Keutsang y que ha sido reconocido por el Dalái lama.

## Monasterio Kewtsang
El monasterio original Kewtsang o Keutsang, cuyo nombre significa ermita excavada en la roca, fue fundado en 1800 cerca de Lhasa (Tíbet) por Jamyang Monlam, primer Kewtsang Rinpoche. Antes de la ocupación china en 1959, contaba con una comunidad de monjes en un ambiente de estricta observancia.
Resultó destruido durante la revolución cultural china y posteriormente ha sido reconstruido, aunque el actual quinto Kewtsang Rinpoche reside en la India.

## Cuarto Kewtsang Rinpoche
El 4.º Kewtsang Rinpoche encabezó el grupo que por encargo de Jamphel Yeshe Gyaltsen, 5.º Réting Rinpoche y Regente del Tíbet durante el período 1934-1941, encontró al tulku del XIII Dalái lama, actual XIV Dalái lama. En febrero de 1937 llegó a Jyekundo, donde encontró al noveno Panchen lama de vuelta de su exilio en China, que informó sobre posibles candidatos. Cuando visitaron a Tenzin Gyatso o Lhamo Dhondup, candidato del 5.º Réting Rinpoche, éste mostró los indicios suficientes para ser considerado la encarnación del fallecido Dálai lama.

## Quinto Kewtsang Rinpoche
Jamphel Yeshi Thubten Chokey Nyima Monlam nació en 1944 en un pueblo cercano al Monasterio de Samye. Fue reconocido por el 5.º Réting Rinpoche como reencarnación del 4.º Kewtsang Rinpoche y en 1952 ingresó para formarse en el monasterio de Sera. Ante la ocupación china intentó ir a la India, pero al no lograrlo volvió al monasterio de Sera. En 1960 fue condenado a 20 años de prisión. Tras cumplir la condena impuesta, fue liberado en 1980 y en 1985 se estableció en la India. El XIV Dalái lama le motivó para que escribiera su autobiografía, en la que cuenta cómo fueron tratados los Rinpoches tibetanos en la cárcel.